# Hollywood Hills
Hollywood Hills este un cartier rezidențial din regiunea centrală a orașului Los Angeles, California. Cartierul se învecinează cu Studio City, Universal City și Burbank la nord, Griffith Park la nord și est, Los Feliz la sud-est, Hollywood la sud și Hollywood Hills West la vest. Acesta include Forest Lawn Memorial Park, Mount Sinai Memorial Park Cemetery, Hollywood Reservoir, Hollywood Sign, Hollywood Bowl și John Anson Ford Theatre.

## Cartiere
Hollywood Hills cuprinde mai multe cartiere:
- Laurel Canyon (incl. Mount Olympus)
- Beachwood Canyon
- The Bird Streets[2]
- Cahuenga Pass
- Franklin Village
- Hollywood Dell
- Hollywood Heights
- Hollywoodland
- Outpost Estates
- Whitley Heights

## Oameni notabili
- Christina Aguilera, cântăreață și compozitoare
- Earle D. Baker (1888–1969), membru al Consiliului orașului Los Angeles[3][1][4]
- Jolene Blalock, actriță[5]
- Gisele Bündchen, model
- Camila Cabello, cântăreață și compozitoare[6]
- Sam Cooke (1931–1964), cântăreț[7][sursă auto-publicată]
- Kevin Costner, actor
- Robert Culp (1930–2010), actor[8]
- Rivers Cuomo, cântăreț, compozitor, chitarist[9]
- Elisha Cuthbert, actriță
- William De Los Santos, autor, poet, scenarist, producător, regizor de film
- Richard Dreyfuss, actor
- Anna Faris, actriță[10]
- Errol Flynn (1909–1959), actor[11]
- Lady Gaga, cântăreață, compozitoare și actriță[12]
- David Giuntoli, actor[13]
- Ariana Grande, cântăreață, compozitoare și actriță[14]
- Stuart Hamblen (1908–1989), cântăreț country[15]
- Salma Hayek, actriță
- Werner Herzog, director[16]
- Calum Hood, cântăreț-compozitor și basist în 5 Seconds of Summer[17]
- Niall Horan, cântăreț și compozitor[18]
- Helen Hunt, actriță
- Billy Idol, muzician[19]
- Ashton Irwin, cântăreț-compozitor și baterist în 5 Seconds of Summer[20]
- Rick James (1948-2004), muzician[21]
- Chuck Jones (1912–2002), artist și regizor de desene animate[20]
- Anna Kendrick, actriță și cântăreață
- Tom Leykis, personalitatea emisiunilor radio și pe internet[22]
- Sondra Locke (1944–2018), actriță și regizor de film[23]
- Demi Lovato, cântăreață, compozitoare și actriță[24]
- Tobey Maguire, actor
- Rooney Mara, actorul [25]

* Blake Masters, scenarist, regizor și producător
- Johnny Mathis, cântăreț[27]
- Joel McHale, comedian și actor[28]
- Simon Monjack (1970–2010), regizor, producător și scriitor[29]
- Brittany Murphy (1977–2009), actriță[29]
- Kristin Nelson, actriță și pictor[30]
- Ricky Nelson (1940–1985), actor, cântăreț și compozitor[30]
- Tracy Nelson, actriță[30]
- Roland Orzabal, cântăreț, compozitor, producător de discuri și autor
- Matthew Perry, actor[31]
- Joaquin Phoenix, actor[32]
- Johnny Lever, actor
- Chris Pratt, actor[10]
- Keanu Reeves, actor
- Robert J. Sexton, producător și regizor[33]
- Troye Sivan, cântăreț-compozitor, actor și YouTuber[34]
- Kevin Smith, actor, regizor și comedian[35]
- Sage Stallone (1976–2012), actor și fiul lui Sylvester Stallone[36][37]
- Robert J. Stevenson și Peggy Stevenson, membri ai Consiliului orașului Los Angeles[38][39]
- Quentin Tarantino, regizorul de film[40]
- Bitsie Tulloch, actriță[13]
- Tuesday Weld, actriță[41]
- Rebel Wilson, actriță, comediantă și cântăreață[42]